# UEFA EURO 2016予選・グループF
このページは、UEFA EURO 2016予選のグループFの結果をまとめたものである。このグループは、ギリシャ、ハンガリー、ルーマニア、フィンランド、北アイルランド、フェロー諸島の6カ国・地域からなる。
1位および2位チームはそのままUEFA EURO 2016本大会出場が決まる。3位の9か国のうち成績が最も上位の国も予選を通過。残る3位の8か国が2か国ずつ4組に分かれホーム・アンド・アウェーでのプレーオフを行い、勝利した4か国が予選を通過する。

## 順位表
| チーム         | 試 | 勝 | 分 | 敗 | 得 | 失 | 差  | 点 |
| -------------- | -- | -- | -- | -- | -- | -- | --- | -- |
| 北アイルランド | 10 | 6  | 3  | 1  | 16 | 8  | +8  | 21 |
| ルーマニア     | 10 | 5  | 5  | 0  | 11 | 2  | +9  | 20 |
| ハンガリー     | 10 | 4  | 4  | 2  | 11 | 9  | +2  | 16 |
| フィンランド   | 10 | 3  | 3  | 4  | 9  | 10 | −1  | 12 |
| フェロー諸島   | 10 | 2  | 0  | 8  | 6  | 17 | −11 | 6  |
| ギリシャ       | 10 | 1  | 3  | 6  | 7  | 14 | −7  | 6  |

| チーム  | チーム         | AWAY               | AWAY           | AWAY           | AWAY             | AWAY             | AWAY         |
| チーム  | チーム         | 北アイルランドの旗 | ルーマニアの旗 | ハンガリーの旗 | フィンランドの旗 | フェロー諸島の旗 | ギリシャの旗 |
| ------- | -------------- | ------------------ | -------------- | -------------- | ---------------- | ---------------- | ------------ |
| H O M E | 北アイルランド | X                  | 0 - 0          | 1 - 1          | 2 - 1            | 2 - 0            | 3 - 1        |
| H O M E | ルーマニア     | 2 - 0              | X              | 1 - 1          | 1 - 1            | 1 - 0            | 0 - 0        |
| H O M E | ハンガリー     | 1 - 2              | 0 - 0          | X              | 1 - 0            | 2 - 1            | 0 - 0        |
| H O M E | フィンランド   | 1 - 1              | 0 - 2          | 0 - 1          | X                | 1 - 0            | 1 - 1        |
| H O M E | フェロー諸島   | 1 - 3              | 0 - 3          | 0 - 1          | 1 - 3            | X                | 2 - 1        |
| H O M E | ギリシャ       | 0 - 2              | 0 - 1          | 4 - 3          | 0 - 1            | 0 - 1            | X            |

## 競技日程と結果
競技日程は、2014年2月23日に行われた予選組み合わせ抽選会で決定された。
| 2014年9月7日 18:00 (UTC+2) |

| ハンガリー        | 1 - 2    | 北アイルランド                      |
| プリシュキン 75分 | レポート | マッギン 81分 · K.ラファーティ 88分 |

| グルパマ・アレーナ（ブダペスト） 観客数: 20,672人 主審: デニス・アイテキン |

| 2014年9月7日 19:45 (UTC+1) |

| フェロー諸島  | 1 - 3    | フィンランド                          |
| ホルスト 41分 | レポート | リスキ 53分, 78分 · R.エレメンコ 82分 |

| トースヴェリュール（トースハウン） 観客数: 3,330人 主審: サイモン・リー・エヴァンス |

| 2014年9月7日 21:45 (UTC+3) |

| ギリシャ | 0 - 1    | ルーマニア         |
|          | レポート | マリカ 10分 (pen.) |

| スタディオ・ヨルギオス・カライスカキス（ピレウス） 観客数: 0人 主審: マーク・クラッテンバーグ |

| 2014年10月11日 19:00 (UTC+3) |

| ルーマニア    | 1 - 1    | ハンガリー        |
| ルセスク 45分 | レポート | ジュジャーク 82分 |

| スタディオヌル・ナツィオナル（ブカレスト） 観客数: 54,000人 主審: ウィリアム・コラム |

| 2014年10月11日 21:45 (UTC+3) |

| フィンランド | 1 - 1    | ギリシャ      |
| フルメ 55分  | レポート | カレリス 24分 |

| ヘルシンキ・オリンピックスタジアム（ヘルシンキ） 観客数: 26,548人 主審: ダビド・フェルナンデス・ボルバラン |

| 2014年10月11日 19:45 (UTC+1) |

| 北アイルランド                       | 2 - 0    | フェロー諸島 |
| マコーリー 6分 · K.ラファーティ 22分 | レポート |              |

| ウィンザー・パーク（ベルファスト） 観客数: 10,500人 主審: アロン・イェフェト |

| 2014年10月14日 19:45 (UTC+1) |

| フェロー諸島 | 0 - 1    | ハンガリー  |
|              | レポート | サライ 21分 |

| トースヴェリュール（トースハウン） 観客数: 2,000人 主審: アレクセイ・クルバコフ |

| 2014年10月14日 21:45 (UTC+3) |

| フィンランド | 0 - 2    | ルーマニア          |
|              | レポート | スタンク 54分, 84分 |

| ヘルシンキ・オリンピックスタジアム（ヘルシンキ） 観客数: 19,408人 主審: パオロ・タグリアヴェント |

| 2014年10月14日 21:45 (UTC+3) |

| ギリシャ | 0 - 2    | 北アイルランド                     |
|          | レポート | ウォード 9分 · K.ラファーティ 51分 |

| スタディオ・ヨルギオス・カライスカキス（ピレウス） 観客数: 24,000人 主審: ステファヌ・ラノワ |

| 2014年11月14日 21:45 (UTC+2) |

| ギリシャ | 0 - 1    | フェロー諸島        |
|          | レポート | エドムンドソン 61分 |

| スタディオ・ヨルギオス・カライスカキス（ピレウス） 観客数: 16,821人 主審: ニコラ・リッツォーリ |

| 2014年11月14日 20:45 (UTC+1) |

| ハンガリー | 1 - 0    | フィンランド |
| ゲラ 84分  | レポート |              |

| グルパマ・アレーナ（ブダペスト） 観客数: 19,500人 主審: クレマン・トゥルパン |

| 2014年11月14日 21:45 (UTC+2) |

| ルーマニア        | 2 - 0    | 北アイルランド |
| パップ 74分, 79分 | レポート |                |

| スタディオヌル・ナツィオナル（ブカレスト） 観客数: 40,000人 主審: ヨナス・エリクソン |

| 2015年3月29日 17:00 (UTC+1) |

| 北アイルランド            | 2 - 1    | フィンランド    |
| K.ラファーティ 33分, 38分 | レポート | サディク 90+1分 |

| ウィンザー・パーク（ベルファスト） 観客数: 10,264人 主審: シモン・マルチニャク |

| 2015年3月29日 19:00 (UTC+3) |

| ルーマニア  | 1 - 0    | フェロー諸島 |
| ケセル 21分 | レポート |              |

| スタディオヌル・イリエ・オアナ（プロイェシュティ） 観客数: 13,898人 主審: アルトゥール・ディアス |

| 2015年3月29日 20:45 (UTC+2) |

| ハンガリー | 0 - 0    | ギリシャ |
|            | レポート |          |

| グルパマ・アレーナ（ブダペスト） 観客数: 22,000人 主審: セルゲイ・カラセフ |

| 2015年6月13日 19:00 (UTC+3) |

| フィンランド | 0 - 1    | ハンガリー          |
|              | レポート | シュティエベル 82分 |

| ヘルシンキ・オリンピックスタジアム（ヘルシンキ） 観客数: 20,434人 主審: マテイ・ユグ |

| 2015年6月13日 19:45 (UTC+1) |

| フェロー諸島                          | 2 - 1    | ギリシャ                |
| ハンソン 32分 · B.ヘンドリクソン 70分 | レポート | パパスタソプーロス 84分 |

| トースヴェリュール（トースハウン） 観客数: 4,741人 主審: トム・ハラル・ハーゲン |

| 2015年6月13日 19:45 (UTC+1) |

| 北アイルランド | 0 - 0    | ルーマニア |
|                | レポート |            |

| ウィンザー・パーク（ベルファスト） 観客数: 10,000人 主審: カルロス・ベラスコ・カルバージョ |

| 2015年9月4日 19:45 (UTC+1) |

| フェロー諸島        | 1 - 3    | 北アイルランド                              |
| エドムンドソン 36分 | レポート | マコーリー 12分, 71分 · K.ラファーティ 75分 |

| トースヴェリュール（トースハウン） 観客数: 4,513人 主審: フェリックス・ツヴァイアー |

| 2015年9月4日 21:45 (UTC+3) |

| ギリシャ | 0 - 1    | フィンランド      |
|          | レポート | ポーヤンパロ 75分 |

| スタディオ・ヨルギオス・カライスカキス（ピレウス） 観客数: 17,358人 主審: セルヒー・ボイコ |

| 2015年9月4日 20:45 (UTC+2) |

| ハンガリー | 0 - 0    | ルーマニア |
|            | レポート |            |

| グルパマ・アレーナ（ブダペスト） 観客数: 22,060人 主審: フェリックス・ブリヒ |

| 2015年9月7日 21:45 (UTC+3) |

| フィンランド      | 1 - 0    | フェロー諸島 |
| ポーヤンパロ 23分 | レポート |              |

| ヘルシンキ・オリンピックスタジアム（ヘルシンキ） 観客数: 9,477人 主審: マルチン・ボルスキ |

| 2015年9月7日 19:45 (UTC+1) |

| 北アイルランド        | 1 - 1    | ハンガリー    |
| K.ラファーティ 90+3分 | レポート | グズミチ 74分 |

| ウィンザー・パーク（ベルファスト） 観客数: 10,200人 主審: ジュネット・チャクル |

| 2015年9月7日 21:45 (UTC+3) |

| ルーマニア | 0 - 0    | ギリシャ |
|            | レポート |          |

| スタディオヌル・ナツィオナル（ブカレスト） 観客数: 38,153人 主審: アレクセイ・クルバコフ |

| 2015年10月8日 20:45 (UTC+2) |

| ハンガリー      | 2 - 1    | フェロー諸島    |
| ベデ 63分, 71分 | レポート | ヤコブセン 11分 |

| グルパマ・アレーナ（ブダペスト） 観客数: 16,500人 主審: ロベルト・シェルゲンホーファー |

| 2015年10月8日 19:45 (UTC+1) |

| 北アイルランド                        | 3 - 1    | ギリシャ            |
| デイヴィス 35分, 58分 · マゲニス 49分 | レポート | アラヴィディス 87分 |

| ウィンザー・パーク（ベルファスト） 観客数: 11,700人 主審: バス・ネイハイス |

| 2015年10月8日 21:45 (UTC+3) |

| ルーマニア    | 1 - 1    | フィンランド      |
| ホバン 90+1分 | レポート | ポーヤンパロ 67分 |

| スタディオヌル・ナツィオナル（ブカレスト） 観客数: 47,987人 主審: クレイグ・トムソン |

| 2015年10月11日 17:00 (UTC+1) |

| フェロー諸島 | 0 - 3    | ルーマニア                           |
|              | レポート | ブデスク 4分, 45+1分 · マキシム 83分 |

| トースヴェリュール（トースハウン） 観客数: 3,941人 主審: イヴァン・クルジュリャク |

| 2015年10月11日 19:00 (UTC+3) |

| フィンランド    | 1 - 1    | 北アイルランド    |
| アラユーリ 87分 | レポート | キャスカート 31分 |

| ヘルシンキ・オリンピックスタジアム（ヘルシンキ） 観客数: 14,550人 主審: セルゲイ・カラセフ |

| 2015年10月11日 19:00 (UTC+3) |

| ギリシャ                                                                 | 4 - 3    | ハンガリー                              |
| スタフィリディス 5分 · タフツィディス 57分 · ミトログル 79分 · コネ 86分 | レポート | ロヴレンチチ 26分 · ネーメト 54分, 76分 |

| スタディオ・ヨルギオス・カライスカキス（ピレウス） 観客数: 9,500人 主審: イヴァン・ベベク |

## ノート
1. ↑  ギリシャは観客を妨害をさせたとして、ルーマニアとのホームゲームを無観客試合にするように命じられた[2]。